# 維倫林根

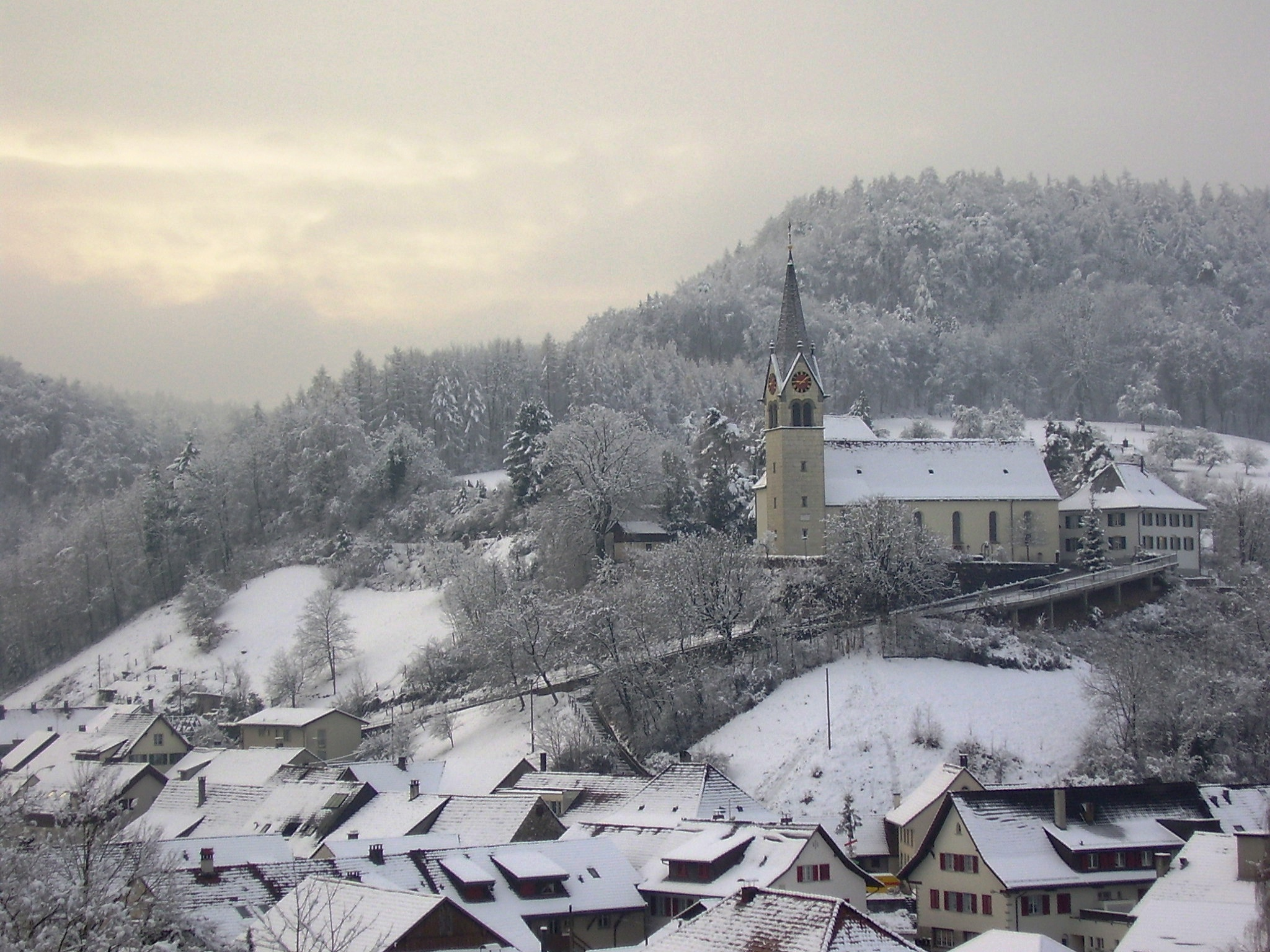

維倫林根是瑞士的城鎮，位於該國北部，由阿爾高州負責管轄，面積9.38平方公里，海拔高度370米，2012年人口4,209，六成人口信奉羅馬天主教，人口密度每平方公里449人。